# Uselli
Uselli è un cognome di lingua italiana.

## Varianti
Usellini.

## Origine e diffusione
Cognome tipicamente centro-settentrionale, è presente prevalentemente in Lombardia.
Potrebbe derivare dal lombardo usel, "uccello", costituendo una variante del cognome Uccello, o dal toponimo Usellus, o ancora costituire una variante del cognome Ussegli.
La variante Usellini copre il medesimo areale.